# Albino Cossa
Albino Cossa (21 aprile 1982) è un ex calciatore mozambicano, di ruolo portiere.

## Carriera

### Nazionale
Ha esordito in Nazionale nel 2009.